# Synallaxis simoni
El pijuí del Araguaia (Synallaxis simoni), es una especie de ave paseriforme de la familia Furnariidae perteneciente al numeroso género Synallaxis. Es endémica de Brasil.

## Distribución y hábitat

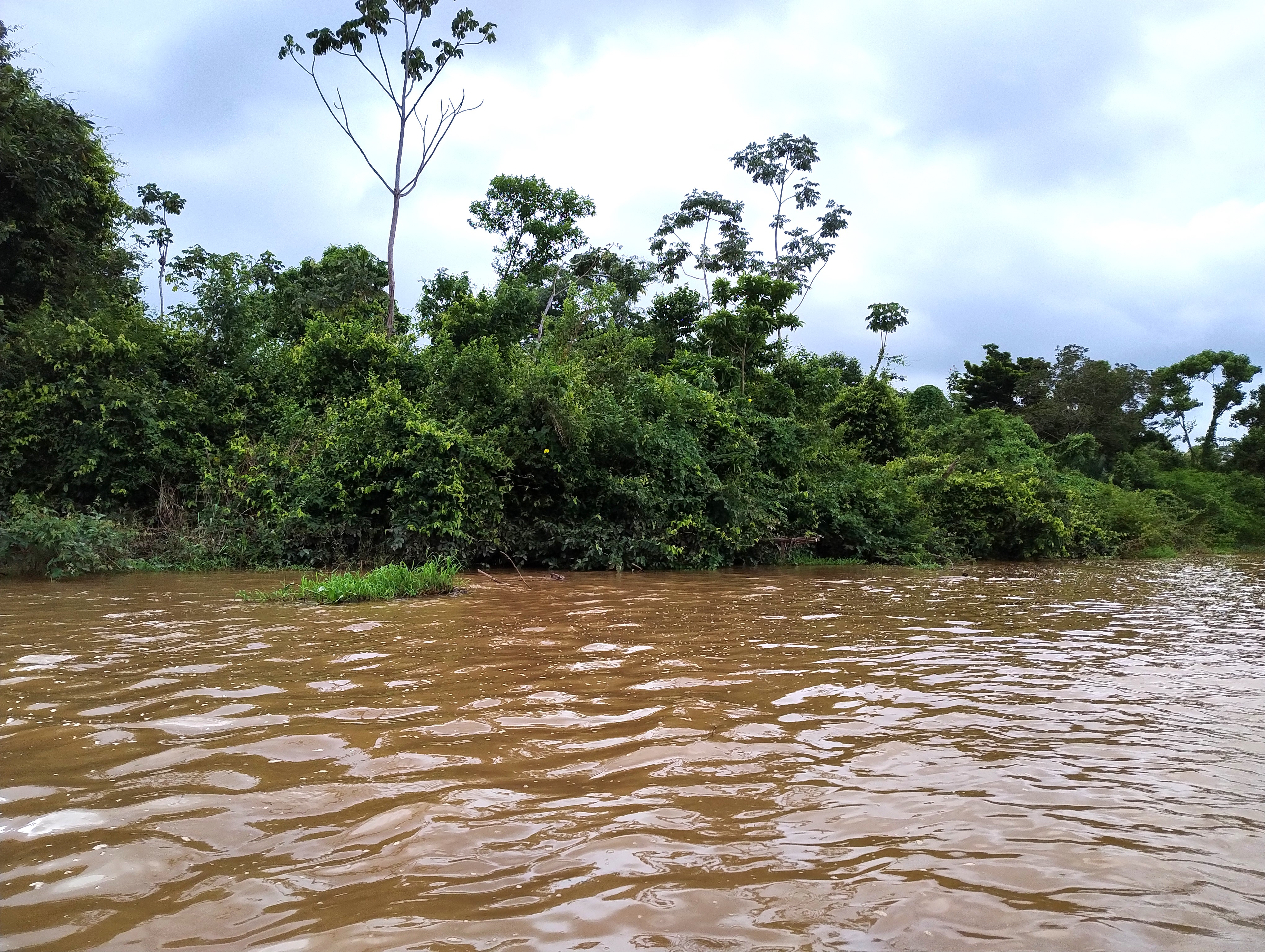
Crecimientos arbustivos riparios en las márgenes del río Araguaia, ejemplo de hábitat preferencial de la especie.

Se distribuye únicamente en una restringida región del centro de Brasil, en el extremo sureste de Pará, oeste de Tocantins, noreste de Mato Grosso y oeste de Goiás, a lo largo del río Araguaia.
Esta especie es considerada localmente común en su hábitat natural: los enmarañados riparios , por debajo de los 200 m de altitud.

## Sistemática

### Descripción original
La especie S. simoni fue descrita por primera vez por el ornitólogo austríaco Carl Eduard Hellmayr en 1907 bajo el mismo nombre científico; su localidad tipo es: «Río Araguaya, Goiás, Brasil».

### Etimología
El nombre genérico femenino «Synallaxis» deriva del término francés «Synallaxe» dado por Vieillot (1818) a estas aves con referencia a las características diferenciadas que garantizan las separación genérica, que por su vez deriva del griego «συναλλαξις sunallaxis, συναλλαξεως sunallaxeōs» que significa ‘intercambio’; una acepción diferente sería que deriva del nombre griego «Synalasis», una de las ninfas griegas Ionides; y el nombre de la especie «simoni», conmemora al entomólogo y ornitólogo francés Eugène Louis Simon (1848-1924).

### Taxonomía
La presente especie fue tratada como la subespecie S. albilora simoni del pijuí ocráceo (Synallaxis albilora) por varios autores, pero es reconocida como especie separada por las clasificaciones Aves del Mundo (HBW), Birdlife International, y más recientemente por el Congreso Ornitológico Internacional (IOC) y Clements checklist/eBird con base en diferencias de plumaje y de vocalización, lo que es también adoptado por el  Comité Brasileño de Registros Ornitológicos (CBRO). Es monotípica.
Las principales diferencias apuntadas por HBW para justificar la separación son: el manto y dorso de color rufo brillante (del mismo color de las alas) y no pardo ocráceo; la garganta y vientre de blanco más extenso con las partes inferiores generalmente de moreno más pálido; y el canto con menos notas, ninguna arrastrada creciente, y la nota arrastrada decreciente más larga.